# 聖羅克教堂

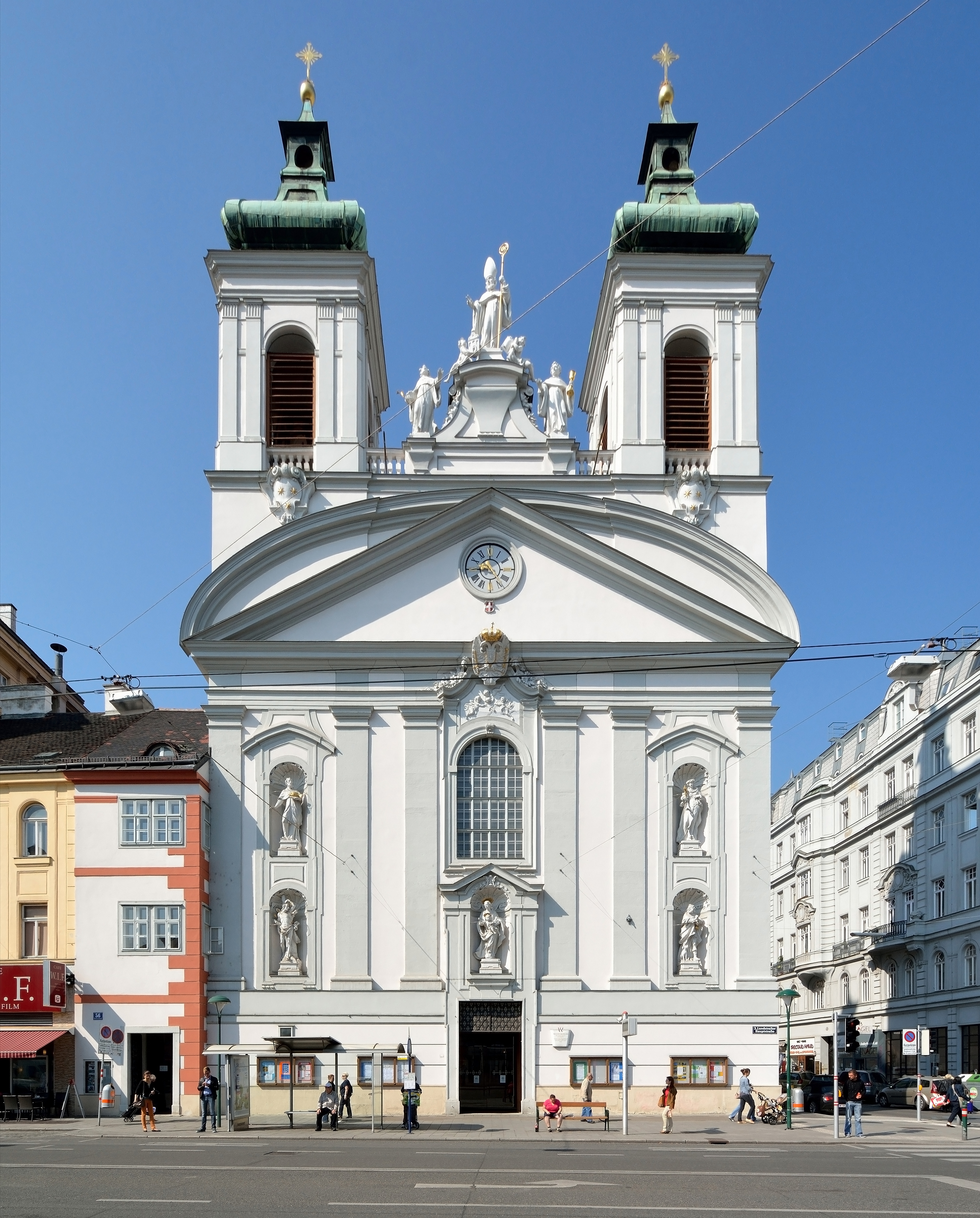

聖羅克教堂（St. Roch's Church）是奧地利首都維也納的一座教堂，由費迪南三世修建於1642年，感謝維也納從黑死病中倖存。